# 赤留比売命神社
赤留比売命神社（あかるひめのみことじんじゃ）は、大阪市平野区平野東に鎮座する神社。
赤留比売命を主祭神とする。延喜式神名帳に記載される式内社（律令制での官幣社）であることから、平安時代中期には既に存在していたとされる。

## 歴史
中世には「三十歩神社」（さんじゅうぶじんじゃ）と称された。三十歩神社という名前の由来には諸説ある。
室町時代の応永年間に旱魃があり、雨乞いの際に法華経三十部を読経し霊験を得た為とする説、当時の境内地の広さが三十歩あった為とする説がある。
現在は杭全神社の末社だが、かつては住吉大社の末社であった。

## 境内
- 本殿 - 朱色に塗られた一間社流造で、境内入口には1698年（元禄11年）に奉納された手水鉢があり、「三十歩大明神」と刻まれている。
- 住吉社
- 稲荷社 - 吉岡稲荷社。
- 琴平社 - 1897年（明治30年）に近隣にあった神社を遷座したもの。
- 天満宮 - 琴平社と同様。